# Moteur Hemi
Pour le moteur Hemi de Chrysler, voir Moteur V8 Hemi Chrysler

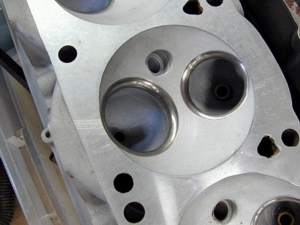
Détail d'une chambre de combustion hémisphérique.

Le moteur Hemi est un type de moteur, caractérisé par la forme hémisphérique de ses chambres de combustion. C'est cette forme qui a donné le nom au moteur (de l'anglais hemispherical). Le nom « Hemi » est une marque déposée du constructeur automobile américain Chrysler, mais est passé dans le langage courant.
Les premiers moteurs à chambre de combustion hémisphérique remontent au moins à 1903, et ont été utilisés d'abord pour la compétition et leur compatibilité avec les arbres à cames en tête (soupapes disposées en V).
Ce type de moteur a été popularisé par Chrysler dans les années 1950 avec ses moteurs FirePower, puis sous le nom « Hemi » à la fin des années 1960. La présentation du premier moteur portant le badge Hemi remonte à 1964, avec la Dodge Hemi Charger Concept Car. Il s'agit en général d'un moteur V8 de grande cylindrée : entre 5 et 7,2 litres selon les versions. La version la plus répandue est la 426 ci (pour « cubic inches », soit pouces cubes), soit à peu près sept litres de cylindrée (exactement 6 981 cm3).
En Europe, le motoriste Emilio Lampredi (Ferrari puis Fiat) développa à la fin des années 1950 un moteur à chambres hémisphériques pour la Fiat 1800 et ses déclinaisons 2100/2300/2300s.

## Explications techniques
L’alésage du cylindre limite le diamètre des soupapes à cause de leur alignement côte à côte. La disposition en V, des soupapes d’un HEMI, lui permet d’augmenter ce diamètre ; et avec de grosses soupapes, on a donc de gros conduits d'admission et d'échappement, permettant donc d'avoir une puissance plus importante. De plus, la position centrale de la bougie réduit le parcours du front de flamme, d’où une combustion plus rapide et un excellent rendement thermique.

## Exemples d'utilisation

Le logo Hemi.

### Chrysler
Chez Chrysler, on distingue deux catégories de moteurs Hemi : les moteurs de première génération et ceux de seconde génération.
- Les Hemi de 1re génération, aussi désignés « early Hemi », ont été produits de 1951 à 1958 et ont existé en différentes cylindrées. Ils ont été utilisés par toutes les marques du groupe Chrysler à l'exception de Plymouth : Dodge, mais aussi De Soto et, bien entendu, Chrysler.
- Les Hemi de 2de génération, produits à partir de 1964, n'ont existé qu'en une seule cylindrée, 426 ci (environ sept litres). Ce moteur était totalement différent de ceux de la première génération et était utilisé uniquement chez Dodge et Plymouth, et seulement en option. Quelques marques européennes l'ont aussi utilisé. Les premières versions du 426 étaient exclusivement réservées à la course, donc pratiquement inutilisables pour le conducteur lambda en usage quotidien, ce qui conduit à l'apparition du 426 « street Hemi », en 1965. Surnommé « Elephant motor », il disparaîtra en 1971, victime de la fin de l'engouement pour les muscle cars (en raison de l'envolée des prix des assurances pour ces véhicules).

Liste non exhaustive :
- Facel-Véga, la majorité des modèles V8 de 1954 à 1964 ;
- Dodge Charger, 426 Street Hemi de 1966 ;
- Plymouth Satellite, Street Hemi de 1966 ;
- Dodge Dart, 426 Race Hemi de 1968 ;
- Plymouth Road Runner, de 1968 ;
- Plymouth Barracuda, Super Stock Hemi de 1968 ;
- Plymouth Belvedere, 426-S de 1969 ;
- Dodge Coronet, 426-S de 1969 ;
- Plymouth Superbird, Hemi de 1970 ;
- Dodge Challenger, 426 de 1970-1971 (en option) ;
- Plymouth HEMI Cuda, de 1970 ;
- Monteverdi, Hai 450 de 1970 ;
- Plymouth Hemicuda, de 1971 ;
- Dodge Charger Super Bee, 426 Hemi de 1971 ;
- Monica, 1974 et 1975.

Leurs pendants contemporains semi hémisphériques à deux bougies d'allumage équipent quant à eux ces modèles (leur puissance varie de 326 à 717 chevaux) :
- Chrysler 300, SRT-8 Hemi 6,1 L de 2006 développant 426 ch ;
- Dodge Charger, SRT-8 Hemi 6,1 L de 2006 développant 426 ch ;
- Jeep Grand Cherokee, SRT-8 Hemi 6,1 L de 2007 développant 426 ch ;
- Dodge Challenger, SRT-8 Hemi 6,1 L de 2009 développant 426 ch ;
- Dodge Challenger, 5,7 L HEMI R/T de 2009 développant 350 ch ;
- Jeep Grand Cherokee, SRT-8 Hemi 6,4 L de 2012 développant 468 ch ;
- Dodge Challenger Hellcat, Hemi 6,2 L a compresseur de 2014 développant 707 ch ;
- Dodge Challenger Demon[3] Supercharged Hemi 6,2 L à compresseur de 2018 développant 840 ch, première voiture de série à avoir fait un wheelie, et détentrice du record du monde d'accélération sur 0-97 km/h et 0-160 km/h

Bien que simple, leur construction réduit les pertes dues au frottement ; ainsi les nouveaux moteurs Hemi 6,4 L consomment 15 % de moins que leurs équivalents allemands[réf. nécessaire].

### Renault - Gordini
Amédée Gordini équipa le moteur Cléon-Fonte du constructeur Renault d'une culasse hémisphérique pour les versions compétition. 
On retrouva ainsi une culasse hémisphérique sur, notamment, les Renault 12 Gordini et Renault 5 Alpine.